# Avenida Paulista
L'Avenida Paulista è uno dei viali più importanti della città di San Paolo in Brasile.

## Caratteristiche
Considerato uno dei centri principali della città, nonché uno dei suoi simboli più caratteristici, il viale rivela la sua importanza non solo come polo economico, ma anche come un elemento culturale e di svago. Infatti è sede di numerose aziende, banche, alberghi, ospedali, come il tradizionale Ospedale Santa Catarina e le istituzioni scientifiche, come ad esempio l'Istituto Pasteur, e culturali, come il Museo d'Arte di San Paolo. Essi muovono lungo l'Avenida Paulista ogni giorno migliaia di persone provenienti da tutte le parti della città e oltre. Inoltre costituisce un importante collegamento per molte vie principali della città, come l'Avenida Dottor Arnaldo, l'Avenida Rebouças l'Avenida 9 luglio, l'Avenida Brigadeiro Luís Antônio, l'Avenida 23 maggio, la Rue Consolazione e l'Avenida Angelica.

## Galleria d'immagini

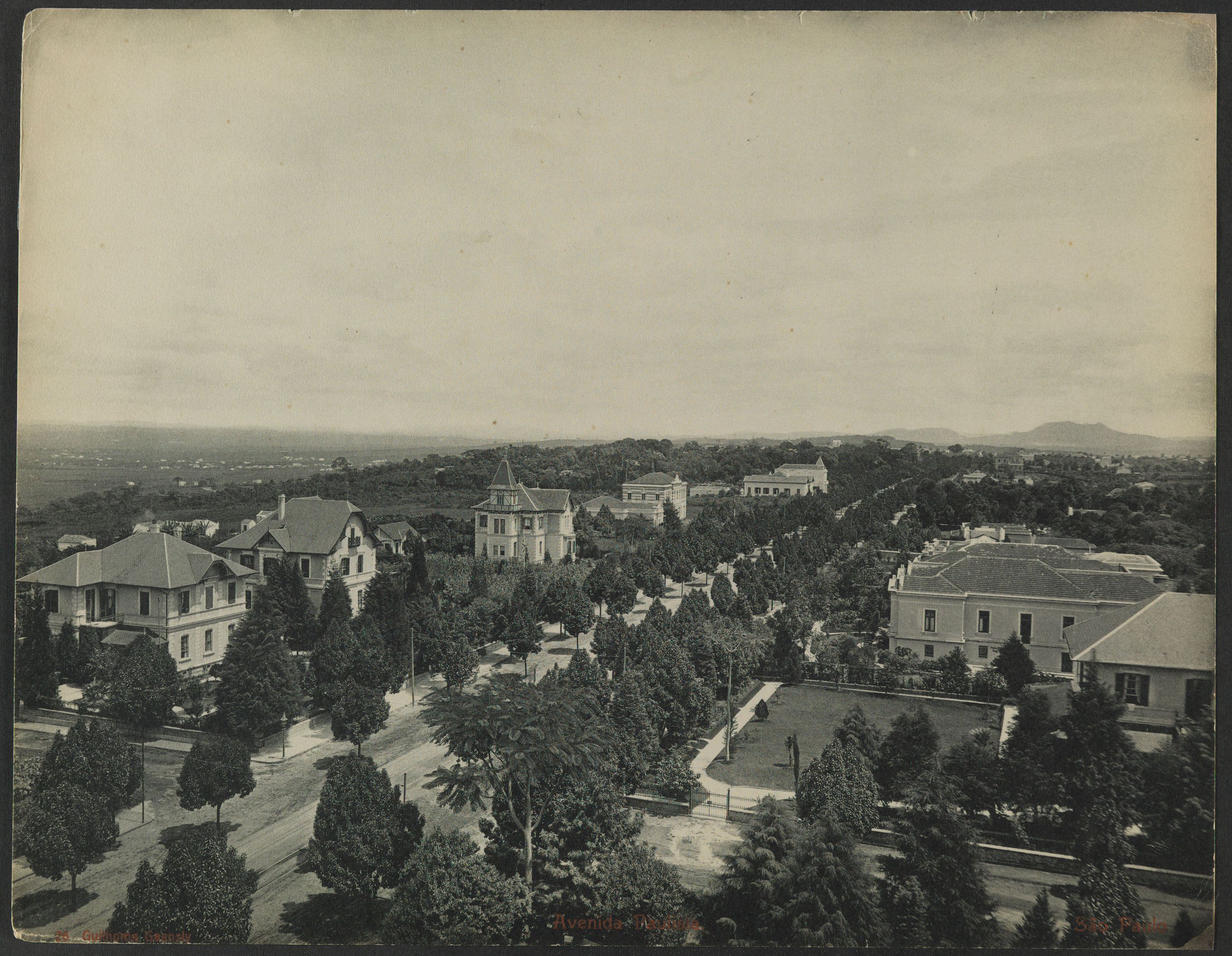
Avenida Paulista nel 1902
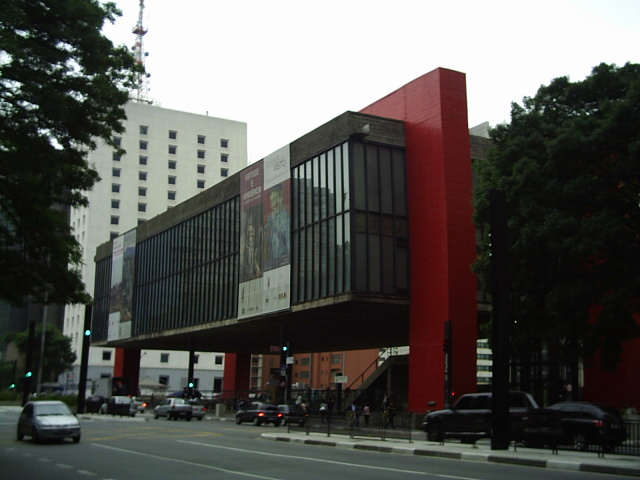
Museo d'Arte di San Paolo
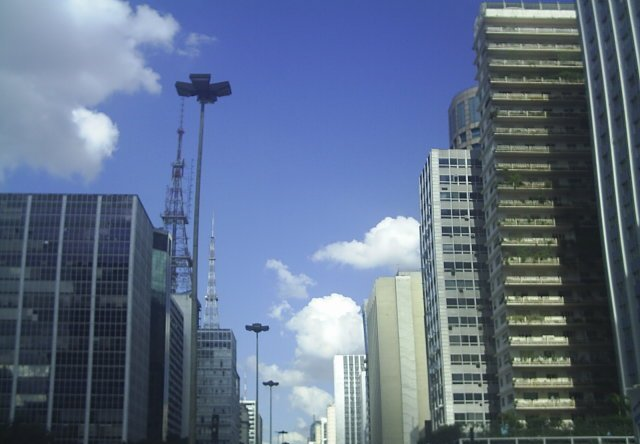
Grattacieli in Avenida Paulista
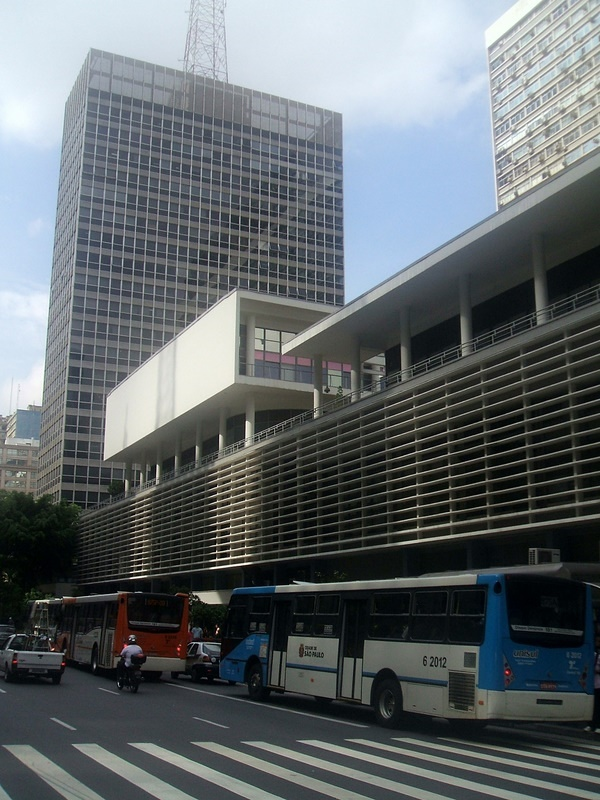
Grattacieli Conjunto Nacional
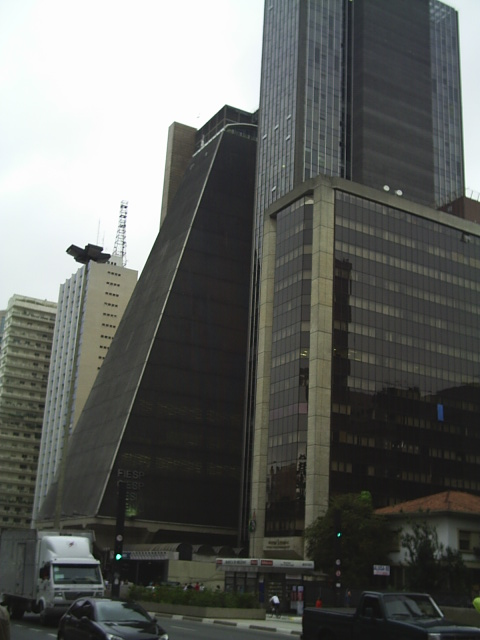
Edificio della FIESP
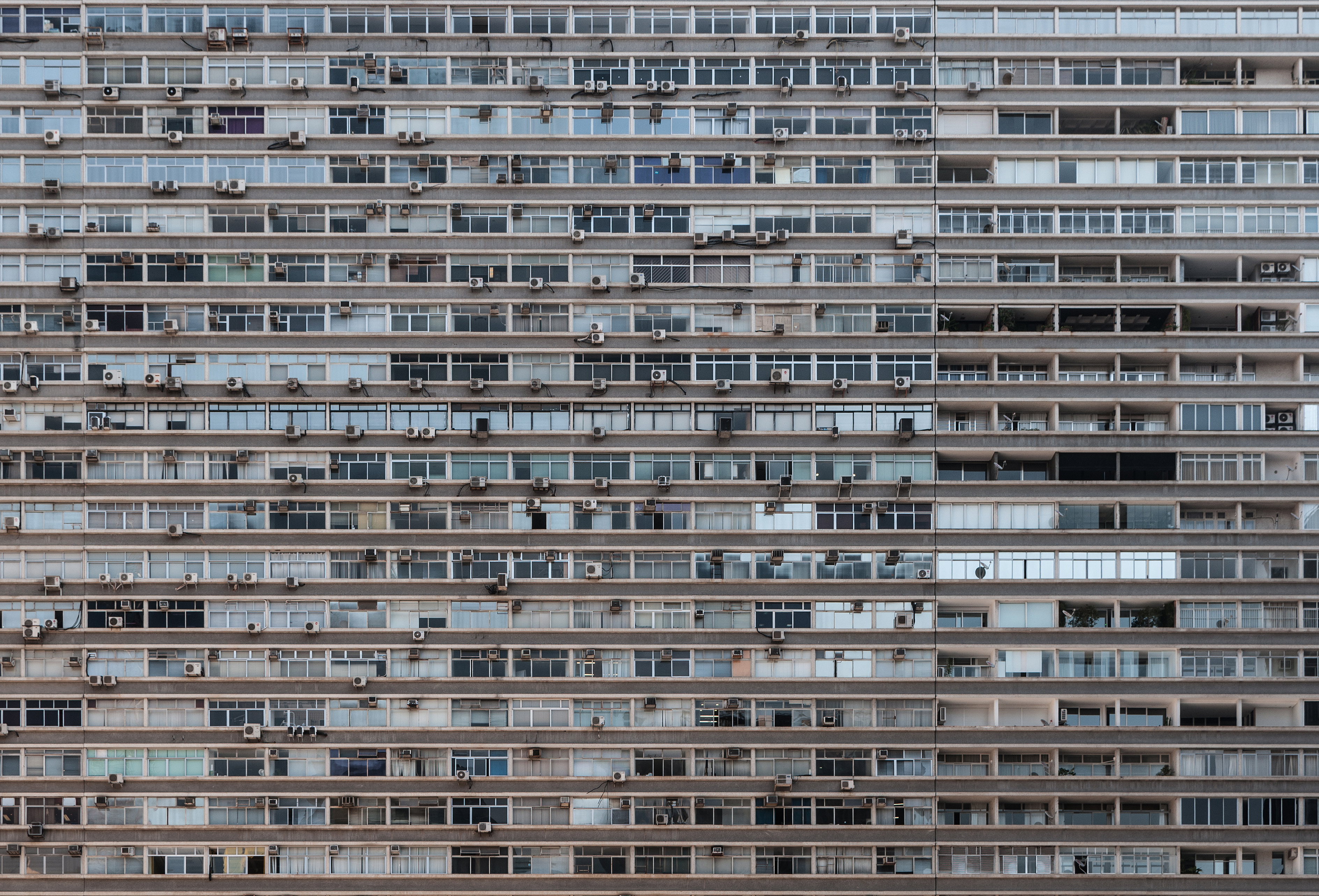
Facciata del Conjunto Nacional